# 学園中央通り
学園中央通り（がくえんちゅうおうどおり/Gakuen chuō dōri Ave）は、茨城県つくば市の都市計画道路の路線名である。

## 概要
都市計画道路の正式名は「研究学園都市計画道路 3・1・7 学園中央通り線」。筑波研究学園都市の主要幹線道路として整備された6車線の通りである。1973年（昭和48年）1月16日、研究学園都市計画道路に追加された路線で、学園東大通り・学園西大通り・土浦学園線・学園北大通り・学園南大通りと共に整然とした格子状の幹線道路網を形成する。また、全域が茨城県道24号土浦境線に指定されている。この道路の真下には、つくばエクスプレスのトンネルやつくば駅本体、学園東大通りを立体交差して土浦学園線東方面へ至るバイパストンネル（つくば花室トンネル）がある。

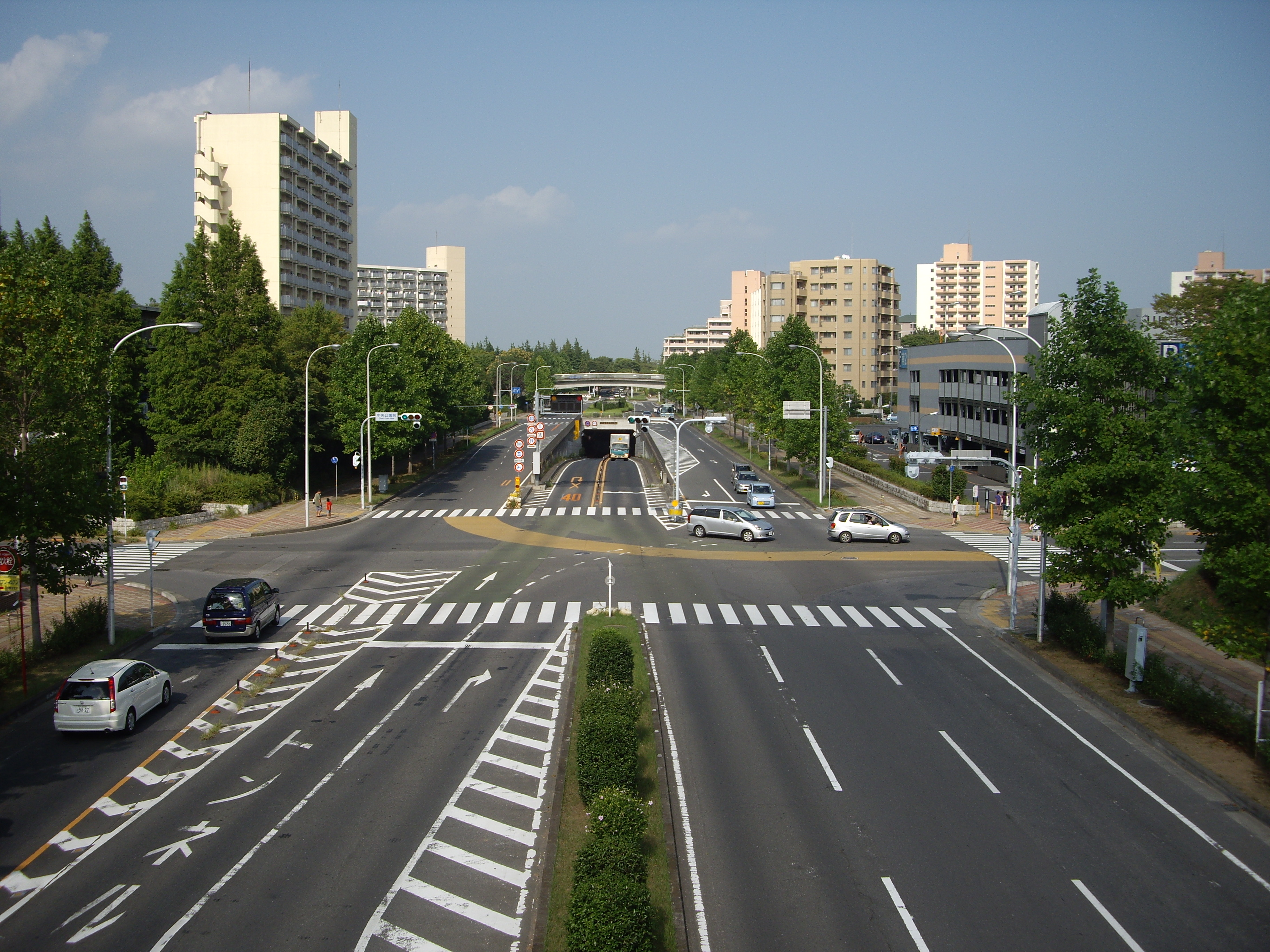
学園中央通り（吾妻一・二丁目）

### 路線データ
- 起点：つくば市吾妻・吾妻4丁目西交差点
- 終点：つくば市吾妻二丁目・吾妻西交差点
- 路線延長：延長970 m[3]
- 車線数：6車線[3]
- 幅員：40 m[3]

## 歴史
- 1972年（昭和47年）12月11日：筑波研究学園都市計画道路の追加路線案として、初めて公衆に示される[4]。
- 1973年（昭和48年）1月16日：研究学園都市計画道路に追加[1]。

## 交差する主な路線
- 学園東大通り（茨城県道24号土浦境線） - （吾妻4丁目西交差点）
- 学園西大通り（国道408号） - （吾妻西交差点）

## 沿線
- 首都圏新都市鉄道つくばエクスプレスつくば駅（当通り地下）
- つくば花室トンネル（当通り地下）
- つくばセンター
- つくばセンタービル
- Q`t
- 中央公園
- 吾妻二丁目住宅
- つくば市立吾妻幼稚園